# Federico Ribas
Federico Ribas Montenegro (Vigo, 1890-Madrid, 1952) fue un dibujante, ilustrador, publicista y cartelista español.

## Biografía
Nacido el 26 de octubre de 1890 en la ciudad gallega de Vigo, antes de instalarse en Madrid pasó por Buenos Aires y París. No tuvo nunca profesor ni acudió a ninguna academia de enseñanza; solamente estudió escultura durante un año con el escultor González Pola. En París acaba como director artístico de dos revistas: Mundial y Elegancias. También trabajó en parís para diversas casas editoras. 
En 1916,  Perfumería Gal convoca un concurso de carteles publicitarios para relanzar su Jabón Heno de Pravia y al ganar el concurso convocado se convierte en el director Artístico de Gal, es la primera vez que este puesto entra a formar parte de un organigrama empresarial en España. Ribas será el artífice de las imágenes que identificarán a la marca para la que creó gran número de anuncios. Falleció en 1952 en Madrid. Se ha dicho que de él que «junto con Penagos representa una de las más altas cotas del déco español». Cultivó preferentemente el dibujo para nuncios, el cartel y,sobre todo el dibujo en color de carácter galante, tanto en los temas como en la manera de tratarlos. En este género se le ha considerado el heredero directo de Raphael Kirchner y de su arte delicado.